# Stromsperre

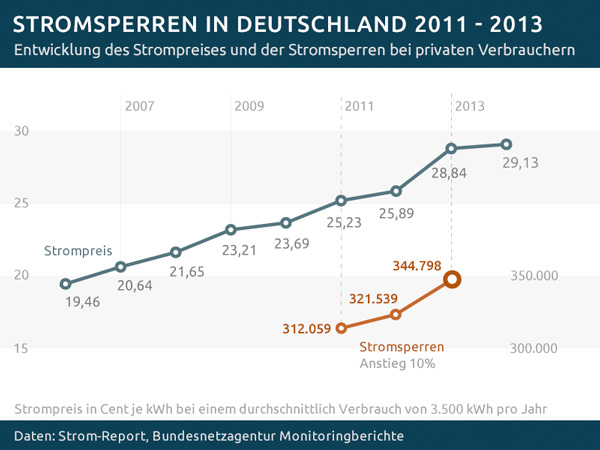
Stromsperren bei privaten Verbrauchern in Deutschland 2011–2013

Die Stromsperre (auch: Stromsperrung) ist eine Einstellung der Energieversorgung, die der Energieversorger, der eine Person, einen Betrieb oder Firma mit Energie beliefert, anwenden kann. Historisch bezeichnet der Begriff die gelegentliche Einstellung der gesamten Stromversorgung eines Gebiets, etwa wegen Brennstoffmangels, z. B. während der Berlin-Blockade. Im Gegensatz dazu werden ungeplante Unterbrechungen der Stromversorgung sowie aus technischen Gründen geplante Abschaltungen als Stromausfall oder Versorgungsunterbrechung bezeichnet.

## Gründe
Die Maßnahme der Stromsperre wird oftmals bei folgenden Zuwiderhandlungen angewendet:
- Ein Kunde ist mit der Zahlung im Schuldnerverzug.
- Es besteht eine unmittelbare Gefahr für die Sicherheit von Personen oder Anlagen und es gilt diese abzuwenden.
- Der Bezug elektrischer Arbeit findet unter Umgehung, Beeinflussung oder vor Anbringung der Messeinrichtungen statt (Zähler werden umgangen, um unrechtmäßig Energie zu beziehen, Stromdiebstahl).
- Störungen anderer Kunden oder störende Rückwirkungen auf Einrichtungen des Unternehmens oder Dritter müssen ausgeschlossen werden.

## Vorgehensweise
Dem Energieversorger stehen mehrere Möglichkeiten zur Verfügung, eine Stromsperre durchzuführen:
- Ausbau des Stromzählers
- Fernabschaltung mittels intelligenter Stromzähler
- Entfernung der Hauptsicherungen und Ersatz durch sogenannte „Schutzkappen“ (Sperrköpfe)
- Trennung der Zuleitung (mechanisch) an Transformatorenstationen bzw. Verteilerstationen

## Deutschland

### Rechtsgrundlage und Voraussetzungen
Früher erfolgte diese nach § 33 Abs. 2 der Verordnung über Allgemeine Bedingungen für die Elektrizitätsversorgung von Tarifkunden (AVBEltV) und heute nach § 19 der Stromgrundversorgungsverordnung (StromGVV).
Die Stromsperre kann im deutschen Recht nach § 19 StromGVV (für Kunden in der Grundversorgung) oder nach § 41b EnWG (für Kunden  außerhalb der Grundversorgung) vorgenomnmen werden. In der Grundversorgung muss die Stromsperre vier Voraussetzungen erfüllen:
- Zuwiderhandlungen (z. B. Zahlungsverzug)
- Verhältnismäßigkeit
- Androhung
- Ankündigung

Außerhalb der Grundversorgung genügt der einfache Zahlungsverzug.
Im Jahr 2021 wurden die Vorgaben für Energieversorger geändert, die sie bei der Durchführung von Stromsperren gegenüber Haushaltskunden einzuhalten haben:
Grundversorger müssen den betroffenen Kunden mit der Androhung einer Unterbrechung der Grundversorgung wegen Zahlungsverzuges zugleich in Textform über Möglichkeiten zur Vermeidung der Unterbrechung zu informieren, die für den Kunden keine Mehrkosten verursachen. Dazu können beispielsweise gehören
1. örtliche Hilfsangebote zur Abwendung einer Versorgungsunterbrechung wegen Nichtzahlung,
2. Vorauszahlungssysteme,
3. Informationen zu Energieaudits und zu Energieberatungsdiensten und
4. Hinweise auf staatliche Unterstützungsmöglichkeiten der sozialen Mindestsicherung oder auf eine anerkannte Schuldner- und Verbraucherberatung sowie
5. spätestens mit der Ankündigung der Unterbrechung das Angebot einer Abwendungsvereinbarung.

Das Angebot für die Abwendungsvereinbarung hat Folgendes zu beinhalten:
1. eine zinsfreie Ratenzahlungsvereinbarung über die nach Absatz 2 Satz 6 bis 8 ermittelten Zahlungsrückstände sowie
2. eine Weiterversorgung auf Vorauszahlungsbasis

Versorger außerhalb der Grundversorgung müssen Haushaltskunden vier Wochen vor einer geplanten Versorgungsunterbrechung wegen Nichtzahlung in geeigneter Weise über Möglichkeiten zur Vermeidung der Versorgungsunterbrechung informieren, die für den Haushaltskunden keine Mehrkosten verursachen. Dazu können gehören
1. Hilfsangebote zur Abwendung einer Versorgungsunterbrechung wegen Nichtzahlung,
2. Vorauszahlungssysteme,
3. Informationen zu Energieaudits,
4. Informationen zu Energieberatungsdiensten,
5. alternative Zahlungspläne verbunden mit einer Stundungsvereinbarung,
6. Hinweis auf staatliche Unterstützungsmöglichkeiten der sozialen Mindestsicherung oder
7. eine Schuldnerberatung.

Die Informationen müssen deutlich und leicht verständlich die Maßnahme selbst sowie die Konsequenzen aufzeigen.
Der Streitwert im Zivilverfahren „für den Antrag auf Duldung der Einstellung der Stromversorgung durch Sperrung der installierten Messeinrichtung“ ist die Höhe der Vorauszahlungen für das nächste halbe Jahr.

### Zahlungsverzug
Eine Sperre ist nur zulässig, wenn ein Zahlungsverzug von mindestens 100 Euro besteht. Eine offene Rechnung von unter 100 Euro durch unbezahlte Posten ist kein hinreichender Grund, die Energieversorgung einzustellen.

### Verhältnismäßigkeit
Eine Sperre (Einstellung der Versorgung) muss den Umständen verhältnismäßig sein. So ist es einem Energieversorger nicht gestattet, die Lieferung einzustellen, wenn dadurch ggf. die Gesundheit von Kranken oder Schwächeren (Kinder) gefährdet ist und eine absehbare Einigung zur Zahlung des Rückstandes vorhersehbar ist. Dies folgt aus § 19 Abs. 2 Satz 2 StromGVV:
„Dies gilt nicht, wenn die Folgen der Unterbrechung außer Verhältnis zur Schwere der Zuwiderhandlung stehen oder der Kunde darlegt, dass hinreichende Aussicht besteht, dass er seinen Verpflichtungen nachkommt.“
Aus dem Europarecht folgt ebenfalls eine Pflicht ein milderes Mittel zur Sperre zu wählen (EG RL 2003/54/EG):
„Die Mitgliedsstaaten ergreifen geeignete Maßnahmen zum Schutz der Endkunden und tragen insbesondere dafür Sorge, dass für schutzbedürftige Kunden ein angemessener Schutz besteht, einschließlich Maßnahmen zur Vermeidung eines Ausschlusses von der Versorgung.“

### Sperrandrohung, Sperrankündigung, Sperre
In allen Fällen muss jedoch mindestens vier Wochen vorher schriftlich eine Sperre angedroht werden.
Acht Tage vor der Sperre muss der Termin mit konkretem Datum nochmal angekündigt werden.
Die eigentliche Stromsperre, also der Ausbau der Sicherung, Trennung der Zuleitungen oder des Zählers, erfolgt durch einen Elektriker entweder direkt im Auftrag der Firma oder indirekt durch Auftrag von einem Gerichtsvollzieher.

### Kostentragungspflicht für Entsperrungen, Entsperrung bei Mieterwechsel
Die Kosten für eine Entsperrung sind vom Anschlussnutzer zu tragen, der die Sperrung verursachte. Bei Mietwohnungen ist das i. d. R. der Mieter. Die Entsperrung setzt regelmäßig die vorherige Begleichung der Stromschulden voraus. Bei Mietwohnungen muss der Netzbetreiber bereits bei Auszug des Vormieters, spätestens aber mit Einzug des Nachmieters die Entsperrung vornehmen, vorläufig auf seine (des Netzbetreibers) Kosten, soweit ein Grundversorgungsvertrag bestand. Bestand ein Lieferantenvertrag mit Stromlieferung durch einen anderen als den Grundversorger, dann ist der Lieferant vorläufiger Kostenpflichtiger. Netzbetreiber bzw. Lieferant können und werden den Vormieter hinsichtlich der Kosten in Anspruch nehmen, bei dem die Kostentragungspflicht bleibt.

### Ausnahmen und Abwendungsmaßnahmen
Ein Versorger darf dann nicht die Lieferung einstellen, wenn der Abnehmer Widerspruch gegen Erhöhungen des Energiepreises eingelegt hat, und weiterhin nur den alten Abschlag zahlt und dadurch in Verzug gekommen ist.
Sollte ein Energieversorger offenstehende Beträge monieren, die aber bezahlt worden sind, so reicht der Nachweis der Zahlung durch die Vorlage eines Kontoauszuges, da man einer Person innerhalb dieser Zeit zumuten kann, dass sie Belege bzw. Kontoauszüge aufbewahrt. Ist der monierte Betrag älter als zweieinhalb Jahre, so ist eine Androhung oder Vollstreckung der Stromsperre unrecht.
Überdies kann in Härtefällen, wenn eine Sperre als unverhältnismäßig anzusehen wäre (siehe oben), gegen die Sperre mittels einstweiliger Verfügung vorgegangen werden. Eine solche Verfügung kann der Richter in dringenden Fällen ggf. ohne vorherige Anhörung des Energieversorgers erlassen. Der Antrag auf Erlass einer einstweiligen Verfügung ist schriftlich oder mündlich zu Protokoll der Geschäftsstelle des Amtsgerichts zu stellen.
Die Frage, ob ein Härtefall im Sinne der Rechtsprechung vorliegt, kann nur unter Berücksichtigung der Umstände des konkreten Einzelfalls beantwortet werden. Eine umfassende Zusammenstellung der bisher bereits gerichtlich anerkannten Härtefälle (d. h. Unzulässigkeit der Sperre) findet sich bei Hempel/Franke, Recht der Energie- und Wasserversorgung, dort § 33 AVBEltV Rdnr. 168 ff.
Die Anforderungen dafür, ob vom Gericht eine Härte anerkannt wird, schwanken selbst in vergleichbaren Fällen von Amtsgericht zu Amtsgericht erheblich. Ältere Urteile aus der Zeit vor 2008 sind zudem nur eingeschränkt vergleichbar, da früher – im Unterschied zur neuen  Rechtslage – für einen Härtefall (1.) gravierende (z. B. gesundheitliche) Nachteile und (2.) Glaubhaftmachung zukünftig zuverlässiger Zahlung gleichzeitig erforderlich waren, während demgegenüber heute (seit Ende 2006) nur eine der beiden Alternativen (1.) oder (2.) ausreicht, um eine Stromsperre abzuwehren. Es besteht die Möglichkeit, bei geringem Einkommen zunächst Beratungshilfe beim Amtsgericht zu beantragen und sich dann mit dem Beratungshilfeschein anwaltlichen Rat einzuholen (in der Regel kostenfrei).
Im Interesse des Haushaltskunden obliegt die Prüfung der Unverhältnismäßigkeit nach dem Wortlaut von § 19 Abs. 2 Satz 2 StromGVV und im Unterschied zur älteren Rechtslage dem Grundversorger (d. h. nicht dem möglicherweise davon abweichenden Vertragspartner für die Stromlieferungen). Der Grundversorger ist außerdem verpflichtet, ihm ggf. bereits bekannte Umstände, die für einen Härtefall sprechen (wenn sich z. B. unter den Bewohnern sehr alte Personen, kleine Kinder oder schwer ggf. chronisch Kranke usw. befinden), auch unabhängig von einer ausdrücklichen Darlegung durch den Haushaltskunden bei seiner Abwägung zu berücksichtigen.

### Gegenwart
Für das Berichtsjahr 2011 hat die Bundesnetzagentur erstmals Erhebungen zu Unterbrechungsandrohungen, Unterbrechungsbeauftragungen und tatsächlich durchgeführten Versorgungsunterbrechungen nach § 19 Abs. 2 StromGVV sowie den damit verbundenen Kosten vorgenommen. Die Unternehmen gaben an, insgesamt ca. sechs Mio. Sperrungen gegenüber Kunden bei einem durchschnittlichen Zahlungsrückstand von 120 Euro angedroht zu haben. In ca. 1,25 Mio. Fällen wurden Versorgungsunterbrechungen vom Lieferanten beauftragt, wobei es bei ca. 312.000 zu einer Sperrung durch den Netzbetreiber kam. Stromnetzbetreiber haben den Lieferanten für eine durchgeführte Sperrung durchschnittlich Kosten in Höhe von 32 Euro in Rechnung gestellt.
Empfänger von Arbeitslosengeld 2 können in Deutschland gemäß SGB II, § 24 ein Darlehen von Jobcentern enthalten, um eine Stromsperre abzuwenden.
Für das Jahr 2020 hat die Bundesnetzagentur Netzbetreiber und Stromlieferanten zu Sperrandrohungen, Sperrbeauftragungen und tatsächlich durchgeführten Sperrungen sowie den damit verbundenen Kosten befragt. Die Anzahl der von den Netzbetreibern tatsächlich durchgeführten Sperrungen lag bei 230.015 und ist im Vergleich zum Vorjahr um 20 Prozent gesunken (2019: 289.012). In Bezug auf alle Marktlokationen von Letztverbrauchern wurden demnach 0,4 Prozent der Anschlüsse gesperrt. Es ist davon auszugehen, dass das aufgrund der Corona-Pandemie vom 1. April bis 30. Juni 2020 geltende Leistungsverweigerungsrecht nach Art. 240 § 1 EGBGB, welches die Verbraucher temporär entlasten sollte, einen Anteil an diesem Rückgang hatte. Ebenso haben rund 72 Prozent der befragten Stromlieferanten angegeben – zumindest zeitweise – freiwillig im Jahr 2020 auf Sperrungen ihrer Kunden verzichtet zu haben. Zudem haben Stromlieferanten gesonderte oder individuelle Zahlungsvereinbarungen mit den Kunden getroffen, um eine kundenfreundliche Lösung herbeizuführen. Darüber hinaus haben einige Stromlieferanten ihre individuellen Kriterien für eine Sperrung im Sinne der Kunden geändert.